# 郑铮 (演员)
郑铮（1963年12月30日—2024年11月20日），中国女演员，出演过多部影视剧。
1990年代初毕业于中央戏剧学院儿艺代培班后组建了话剧团“火狐狸剧社”，1995年，由于没有合适的剧本和机会，火狐狸剧社也被停止了。

## 电视剧
- 《山上有座庙》饰林琪儿
- 《白色山岗》饰青草
- 《诞生在广袤的土地上》饰小芹
- 《窗棂》李老师
- 《血红山杜鹃》饰映妹子
- 《野草》饰二琴
- 1985年《走向远方》饰杜建英
- 1986年《红楼梦》饰 鸳鸯
- 1995年《布尔什维克兄弟》饰刘布
- 1999年《万家轶事》饰文菲
- 2000年《孙中山》饰宋霭龄
- 2000年《莲花太子》饰玉指夫人
- 2000年《九九归一》饰灵丫
- 2001年《筒子楼》饰刘昕如
- 2002年《危险旅程》饰任思红
- 2003年《巡城御史鬼难缠》饰小金花
- 2003年《云淡天高》饰丁蓉蓉
- 2003年《军人机密》饰谢石娥
- 2005年《家有九凤》饰四凤
- 2006年《城里城外》饰黄爱娟
- 2006年《我想有个家》饰孟源
- 2008年《王贵与安娜》饰苏惠
- 2009年《蜗居》饰孙俪

## 电影
- 《透析》
- 《妈妈别哭》 饰 妈妈
- 电视电影 《男人女人》 饰 肖雨初
- 1987年《橄榄绿屋顶》 饰 汪青果
- 2009年《金色记忆》 导演：金琛
- 2018年《无问西东》 饰 刘淑芬

## 话剧
- 《情感操练》饰女人
- 《楼顶》饰林小姐(精神分裂患者诗人)
- 《备忘录》饰苏珊(突然来访的女人)

## 书籍
- 《狗狗也有难念的经》中国文联出版社2009年2月1日(ISBN 9787505961968)

## 荣誉
- 全国第五届飞天奖优秀女配角奖
- 第三届中国小剧场戏剧节暨国际研讨会优秀表演奖
- 北京市1993年新剧目展演优秀表演奖

## 外部連結
- 新浪博客 （页面存档备份，存于）